# Tempora
Tempora est un programme de surveillance électronique du GCHQ, qui permet à l'agence britannique d'intercepter les données transitant par les câbles en fibre optique entre l'Europe et les États-Unis.

## Présentation
Le 21 juin 2013, Edward Snowden affirme au Guardian que les autorités et les services secrets britanniques espionneraient les liaisons téléphoniques et informatiques transitant par des câbles sous-marins de télécommunications utilisant la fibre optique,, qui relient les États-Unis à l'Europe.
Baptisé Tempora, ce projet testé en 2008 serait en place depuis la fin 2011. Selon Edward Snowden, Tempora a deux principaux composants appelés « Mastering the Internet (en) » (MTI) et « Global Telecoms Exploitation (en) » (GTE), visant à collecter le plus grand volume possible de données issues du trafic internet et des télécommunications sur ces câbles. Plus de deux cents câbles sous-marins de télécommunications seraient concernés, ce qui pourrait représenter jusqu'à 21 pétaoctets de données par jour.
Les données interceptées seraient ainsi conservées dans une zone tampon durant trente jours, ce qui permettrait au GCHQ d'y « puiser » les données (courriels, messages Facebook, historiques de recherches d'internautes, etc.).
Certains résultats de ces écoutes seraient transmis à l'Agence nationale de la sécurité américaine, la NSA.
En mai 2012, 300 analystes du GCHQ et 250 analystes de la NSA avaient été assignés pour trier les données collectées par le programme Tempora.

## Réactions
À la suite de la révélation d'Edward Snowden, le gouvernement allemand a demandé à Londres des explications sur Tempora.